# 瀬良木若菜
瀬良木 若菜（せらき わかな）は、日本の女性声優。主にアダルトゲームに声をあてている。

## 出演
太字は主役・メインキャラクター。

### OVA（18禁）
- LOVELY×CATION THE ANIMATION「初恋の日々、再び」（2015年、黒川瀬良[1]）

### ゲーム（18禁）
2009年
- 甘い生活 -最高の義母と最高の義姉妹-（原口真奈美）

2010年
- 遠望のフェルシス Horizon of the earth and sky（テラ）
- 小公女シャルロット「ご主人様の処女人形」（エミリア・ソフィー・キングストン）
- 恋愛催眠 〜ツンな彼女がデレる催眠〜（逢坂つぐみ）

2011年
- おっぱい学園マーチングバンド部! 〜発情ハメ撮り活動日誌〜（大河原和泉）
- LOVELY×CATION（黒川瀬良）

2016年
- なまラブ（東雲紗夜）

### ゲーム（全年齢）
- LOVELY×CATION 1&2（2015年、黒川瀬良）

### ボイスCD
- お・や・す・み♥ LOVELY×CATION（2012年、黒川瀬良[9]）